# Prêmio Empire de melhor filme
O Prêmio Empire de Melhor Filme é um das categorias dos Prêmios Empire, concedido anualmente pela revista especializada britânica de mesmo nome em honra à produção cinematográfica de destaque do ano anterior. A categoria é uma das cinco ainda apresentadas continuamente desde a primeira cerimônia, em 1996. O primeiro vencedor da categoria foi o filme Braveheart, dirigido, produzido e estrelado por Mel Gibson.

## Vencedores e indicados
| Ano  | Vencedor                                          | Indicados | Ref.   |
| ---- | ------------------------------------------------- | --- | ------ |
| 1996 | Braveheart                                        | | [ 1 ]  |
| 1997 | SE7EN                                             | | [ 2 ]  |
| 1998 | Men In Black                                      | | [ 3 ]  |
| 1999 | Titanic                                           | - Good Will Hunting - Saving Private Ryan - The Big Lebowski - The Truman Show                                                  | [ 4 ]  |
| 2000 | The Matrix                                        | - Austin Powers: The Spy Who Shagged Me - Fight Club - Notting Hill - The Sixth Sense                                           | [ 5 ]  |
| 2001 | Gladiator                                         | - American Beauty - Crouching Tiger, Hidden Dragon - High Fidelity - Magnolia                                                   | [ 6 ]  |
| 2002 | The Lord of the Rings: The Fellowship of the Ring | - A.I. Artificial Intelligence - Harry Potter and the Philosopher's Stone - Moulin Rouge! - The Others                          | [ 7 ]  |
| 2003 | The Lord of the Rings: The Two Towers             | - Die Another Day - Minority Report - Road to Perdition - Spider-Man                                                            | [ 8 ]  |
| 2004 | The Lord of the Rings: The Return of the King     | - Cold Mountain - Kill Bill: Volume 1 - Pirates of the Caribbean: The Curse of the Black Pearl - X2                             | [ 9 ]  |
| 2005 | The Bourne Supremacy                              | - Collateral - Kill Bill: Volume 2 - Spider-Man 2 - The Incredibles                                                             | [ 10 ] |
| 2006 | King Kong                                         | - Crash - Sin City - Star Wars Episode III: Revenge of the Sith - War of the Worlds                                             | [ 11 ] |
| 2007 | Casino Royale                                     | - Pan's Labyrinth - Superman Returns - The Departed - United 93                                                                 | [ 12 ] |
| 2008 | The Bourne Ultimatum                              | - Harry Potter and the Order of the Phoenix - Ratatouille - The Assassination of Jesse James by the Coward Robert Ford - Zodiac | [ 13 ] |
| 2009 | The Dark Knight                                   | - Iron Man - No Country for Old Men - There Will Be Blood - WALL-E                                                              | [ 14 ] |
| 2010 | Avatar                                            | - District 9 - Inglourious Basterds - Star Trek - The Hurt Locker                                                               | [ 15 ] |
| 2011 | Inception                                         | - Kick-Ass - Scott Pilgrim vs. the World - The King's Speech - The Social Network                                               | [ 16 ] |
| 2012 | Harry Potter and the Deathly Hallows – Part 2     | - Drive - Rise of the Planet of the Apes - The Girl with the Dragon Tattoo - Tinker Tailor Soldier Spy                          | [ 17 ] |
| 2013 | Skyfall                                           | - Django Unchained - Marvel's The Avengers - The Dark Knight Rises - The Hobbit: An Unexpected Journey                          | [ 18 ] |
| 2014 | Gravity                                           | - 12 Years a Slave - Captain Phillips - The Hobbit: The Desolation of Smaug - The Hunger Games: Catching Fire                   | [ 19 ] |
| 2015 | Interstellar                                      | - Boyhood - Dawn of the Planet of the Apes - The Hobbit: The Battle of the Five Armies - The Imitation Game                     | [ 20 ] |
| 2016 | The Revenant                                      | - The Hateful Eight - Mad Max: Fury Road - The Martian - Star Wars: The Force Awakens                                           | [ 21 ] |
| 2017 | Rogue One: A Star Wars Story                      | - La La Land - Arrival - Deadpool - Hunt for the Wilderpeople                                                                   | [ 22 ] |
| 2018 | Star Wars: The Last Jedi                          | - Call Me by Your Name - Get Out - Thor: Ragnarok - Wonder Woman                                                                | [ 23 ] |